# Sale di Zeise
Sale di Zeise è la denominazione comune del composto chimico con formula K[PtCl3(η2-C2H4)]•H2O. In condizioni normali è un solido giallo, stabile all'aria. L'anione è un complesso del platino con geometria planare quadrata. Viene in genere preparato a partire da K2[PtCl4] ed etilene in presenza di quantità catalitiche di cloruro stannoso. In commercio è disponibile in forma idrata.

## Storia
Il sale di Zeise è stato il primo composto organometallico contenente un legante insaturo. William Christopher Zeise, professore all'Università di Copenaghen lo sintetizzò per la prima volta nel 1827, mentre studiava la reazione di PtCl4 con etanolo bollente, e propose che il composto ottenuto contenesse etilene. Justus von Liebig, chimico allora autorevole, criticò spesso la proposta di Zeise, che fu però corroborata nel 1868 quando Karl Birnbaum preparò il complesso usando etilene.
Il sale di Zeise fu molto studiato durante la seconda metà dell'Ottocento, perché i chimici non riuscivano a capire quale potesse essere la struttura del composto. Il sale di Zeise servì a stimolare la ricerca nel campo della chimica organometallica, e fu utile a definire nuovi concetti come quelli di apticità e retrodonazione π.

## Struttura
Il problema della struttura del sale di Zeise fu chiarito solo nel XX secolo con l'avvento della diffrazione a raggi X e della diffrazione neutronica. Nel cristallo l'anione ha una struttura sostanzialmente planare quadrata, con il legame C=C dell'etilene perpendicolare al piano PtCl3. La rotazione dell'alchene attorno al legame metallo-alchene richiede solo una modesta energia di attivazione, e in soluzione l'alchene ruota liberamente. L'analisi dell'altezza della barriera indica che nella maggior parte dei metalli il legame π con l'alchene è più debole del legame σ. Nell'anione del sale di Zeise non è possibile determinare la barriera rotazionale tramite spettroscopia NMR perché i protoni sono tutti equivalenti. In complessi meno simmetrici contenenti etilene, come [RhCp(C2H4)2], è possibile analizzare le barriere rotazionali associate al legame metallo-etilene.

## Reattività

Struttura del dimero del sale di Zeise

Gli alcheni coordinati sono facilmente attaccati da nucleofili come OH−, OMe− e Cl−. In acqua il sale di Zeise reagisce lentamente formando CH3CHO e platino metallico. Trattando con HCl si ottiene il dimero [PtCl2(C2H4)]2 di colore arancio, dove due leganti cloro sono a ponte tra i due centri metallici.

## Sicurezza
Il sale di Zeise è considerato nocivo per inalazione, contatto con la pelle e gli occhi. Non sono stati effettuati studi approfonditi né sulla tossicologia né su eventuali proprietà cancerogene.